# VibES
『vibES』（バイブズ）は、M-AGEの2枚目のフルアルバム。

## 概要
当時発足したばかりであったビクターインビテーションの姉妹レーベル、XEO Invitation（VICTOR XEO LABEL）への移籍後初の作品。シングル「someday close your eyes」、マキシシングル「someday ep」、VHS「someday close your eyes / tears」に次いでリリースされた。
先行シングル「SOMEDAY CLOSE YOUR EYES」と先行マキシシングル『someday ep』収録のマーヴェレッツのカバー曲「I'LL KEEP ON HOLDING ON」は、どちらもシングルとはアレンジが異なり、小文字だったシングル収録版とは異なり大文字表記になっている。
ベーシストKAJIWARA在籍中最後のフルアルバム。
後に同レーベルからリリースされたオムニバスアルバム『DANCE 2 NOISE 004』に、「SINK」のバージョン違いである「SINK [2010 MIX]」が収録された。
冒頭で記した通り、当時はXEOレーベルが発足したばかりで、それを記念してのキャンペーンが行われた。このアルバムがそのキャンペーンの対象商品の一つとなっており、封入されていた応募ハガキを期間中に送ると抽選でオムニバスでもある記念サンプラーシングルCD『FUTURAMA OF ROCK XEO special Re-Mix sampler』（CDES-67、非売品）がプレゼントとして貰えた（他の参加アーティストはBRAIN DRIVE、paint in watercolour、SOFT BALLET。この内本作とほぼ同時期に発売されたBRAIN DRIVEのアルバム『完全脅威』と、SOFT BALLETのアルバム『MILLION MIRRORS』もキャンペーン対象商品であった）。また、当時は専用の記念イベントライブが開かれたりもしており、そちらへの参加もあった。

## 収録曲
1. 真夜中の逃亡者 (KOICHIRO / KAJIWARA)
2. BODY & SOUL (KOICHIRO)
3. 月の微笑み (KOICHIRO / OKAZAKI)
4. FLOWER OF THE SUN (KOICHIRO / DJ PEAH)
5. PASSIONATE (KOICHIRO / MIYO-KEN)
6. SOMEDAY CLOSE YOUR EYES (KOICHIRO / KAJIWARA)
7. I'LL KEEP ON HOLDING ON (HUNTER / STEVENSON)
  - マーヴェレッツの楽曲「I'll Keep Holding On」(1965年)のカバー。
8. SINK (KAJIWARA)
9. CHANGE YOUR MIND (KOICHIRO / MIYO-KEN)
10. ONE LOVE (KOICHIRO / MIYO-KEN)
11. HEAVEN (KOICHIRO)

## 関連シングル
1. someday close your eyes
  - someday close your eyes / tears

## 参加ミュージシャン
- KOICHIRO: vocals
- MIYO-KEN: guitars + backing vocals
- KAJIWARA: bass + backing vocals
- OKAZAKI: drums + programming + backing vocals
- DJ PEAH: scratch + sampling

- KAZUTOSHI YOKOYAMA: manipulate + keyboads
- MC TYT': rap
- TONY NWACHUKWU: voice over dub
- STEPHEN HUSSEY: violin + backing vocals
- ALYSON EVELYN: backing vocals
- STEVIE LANGE: backing vocals
- STUART BRUCE: backing vocals
- BEN HILLER: "kiss" voice
- JUNICHI TANAKA: backing vocals
- KATSUYA KATOH: mr.pedalman